# La Providencia, Valle de Guadalupe
La Providencia är en ort i Mexiko.   Den ligger i kommunen Valle de Guadalupe och delstaten Jalisco, i den centrala delen av landet, 400 km väster om huvudstaden Mexico City. La Providencia ligger 1 824 meter över havet och antalet invånare är 453.
Terrängen runt La Providencia är platt åt sydost, men åt nordväst är den kuperad. La Providencia ligger nere i en dal. Runt La Providencia är det ganska tätbefolkat, med 62 invånare per kvadratkilometer. Närmaste större samhälle är Valle de Guadalupe, 2,1 km sydväst om La Providencia. I omgivningarna runt La Providencia växer huvudsakligen savannskog.